# Arkhom Chenglai
Arkhom Chenglai (in thai: อาคม เฉ่งไล่; 11 giugno 1970) è un ex pugile thailandese.

## Palmarès

### Olimpiadi
- 1 medaglia:
  - 1 bronzo (Barcellona 1992 nei pesi welter)

### Giochi asiatici
- 1 medaglia:
  - 1 argento (Hiroshima 1994 nei pesi welter)